# (79271) Bellagio
(79271) Bellagio  es un asteroide perteneciente al cinturón de asteroides, descubierto el 28 de septiembre de 1995 por Valter Giuliani y Graziano Ventre desde el Observatorio Astronómico Sormano, en Italia.

## Designación y nombre
Bellagio se designó inicialmente como 1995 SJ5.
Más adelante fue nombrado en honor a la localidad italiana de Bellagio, en Lombardía.

## Características orbitales
Bellagio orbita a una distancia media del Sol de 2,2307 ua, pudiendo acercarse hasta 1,7964 ua y alejarse hasta 2,6649 ua. Tiene una excentricidad de 0,1946 y una inclinación orbital de 5,0703° grados. Emplea en completar una órbita alrededor del Sol 1216 días.

## Características físicas
Su magnitud absoluta es 16,1.